# Echeveria
Echeveria (DC., 1828) è un genere di piante succulente appartenente alla famiglia delle Crassulaceae, originario di America Centrale e Meridionale.

## Etimologia
Il nome del genere è un omaggio al pittore e naturalista messicano Atanasio Echeverría (1771 – 1803), famoso per i suoi dipinti di piante.

## Descrizione
Sono piante terrestri o epifite, hanno foglie piatte e carnose, glabre o irsute disposte a rosetta. 
I fusti in età adulta si ramificano producendo una gran quantità di plantule le quali possono essere staccate dalla pianta madre per generare nuove piantine. I fiori sono di lunga durata.

## Distribuzione e habitat
Il genere è distribuito nelle aree aride e semi aride del continente americano, dal sud-ovest del Texas, al Centro America e alla parte settentrionale del Sud America. Il Messico rappresenta il centro di maggiore biodiversità, con oltre un centinaio di specie endemiche.

## Tassonomia

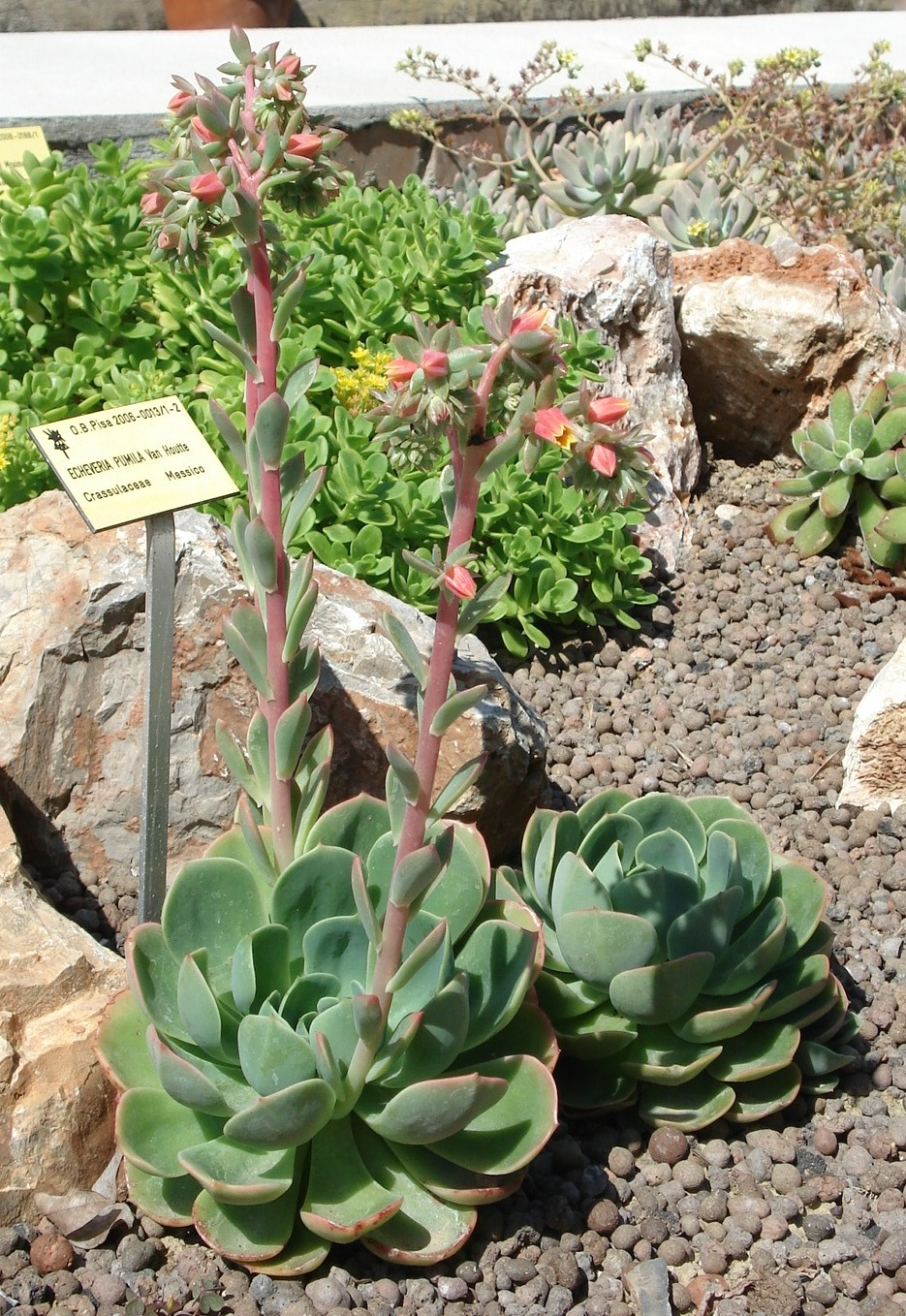
Echeveria pumila

Il genere comprende 192 specie tra cui:
- Echeveria agavoides – le sue rosette presentano foglie molto rigide e carnose appuntite all'apice che assume una colorazione rossastra. I fiori sono rossi bordati di giallo.
- Echeveria coccinea – pianta ramificata con all'apice dei rami una rosetta di foglie sottili e leggermente panciute, i suoi fiori sono rossi con margine giallo.
- Echeveria derenbergii – ha rosette con foglie corte marginate di rosso, forma dei cespuglietti ed è molto adatta alla coltivazione in vaso. I fiori sono di color arancione.
- Echeveria elegans – le sue foglie sono concave e ricoperte di una patina biancastra che serve da protezione, i fiori sono rosa-corallo.
- Echeveria pubescens – le sue rosette sono di colore verde ricoperte di una leggera peluria argentea, i fiori sono rossi o arancione.

## Coltivazione
Le Echeveria richiedono terreno poroso e molto drenante composto da terra concimata unita a sabbia molto grossolana e a una parte di polvere di carbone. L'esposizione richiede moltissima luce e alcune specie sopportano molto bene il pieno sole.
Le annaffiature dovranno essere regolari nel periodo estivo; in inverno sopportano una temperatura non inferiore ai 4 °C e le annaffiature andranno completamente sospese; mentre dovranno essere solo ridotte se tenute ad una temperatura superiore ai 4 °C.
I fusti nel periodo invernale tendono ad allungarsi per questo in primavera dovranno essere tagliati per permettere alla pianta una nuova rigogliosità. La moltiplicazione può avvenire molto facilmente per talea, ma anche per seme. I semi messi a dimora nel periodo primaverile in terra leggera andranno mantenuti ad una temperatura di 21 °C.